# زبان پچنگی
زبان پچنِگی یک زبان ترکی منقرض شده است که توسط مردم پچنگ در اروپای شرقی تکلم میشد.این زبان بسیار شبیه به زبان‌های اوغوز است اما مستندات ضعیف و فقدان گروهی که به این زبان صحبت کنند، مانع از این می‌شود که زبانشناسان بتوانند به‌طور قطع رده این زبان را در یک رده قرار دهند.البته بسیاری از کارشناسان به‌طور قطع این زبان را در گروه زبان‌های اوغوز قرار می‌دهند.